# SV Vulpeculae
Désignations
SV Vulpeculae  (en abrégé SV Vul) est une étoile variable céphéide classique de la constellation du Petit Renard. C'est une supergéante située à une distance d'environ 8000 années-lumière.
SV Vulpeculae est une variable δ Céphéide dont la magnitude apparente visuelle varie de 6,72 à 7,79 sur une période de 45,012 1 jours. Sa courbe de lumière est fortement asymétrique, avec la montée entre le minimum et le maximum prenant moins du tiers du temps de la descente du maximum au minimum. Sa période décroît en moyenne de 214 secondes/an.
SV Vulpeculae est une supergéante lumineuse jaune environ vingt mille fois plus lumineuse que le Soleil, avec un type spectral qui varie entre F tardif et K précoce. Elle pulse et sa température varie entre moins de 5 000 K et plus de 6 000 K. Le rayon est de 216,5 R☉ au maximum, et varie entre 188 R☉ et 238 R☉ pendant que l'étoile pulse.
La masse de SV Vulpeculae est actuellement voisine de 15 M☉, et était estimée à environ 17 M☉ quand elle était sur la séquence principale. La vitesse de variation de la période et les abondances atmosphériques montrent que l'étoile traverse la bande d'instabilité pour la deuxième fois. La première traversée de la bande d'instabilité se produit rapidement lors de la transition de la séquence principale vers le stade de supergéante rouge. La deuxième traversée se produit lors de la combustion du cœur d'hélium quand l'étoile décrit une boucle bleue, devenant plus chaude pendant un certain temps avant de retourner au stade de supergéante rouge.